# Communauté de communes de la Vallée de la Vologne

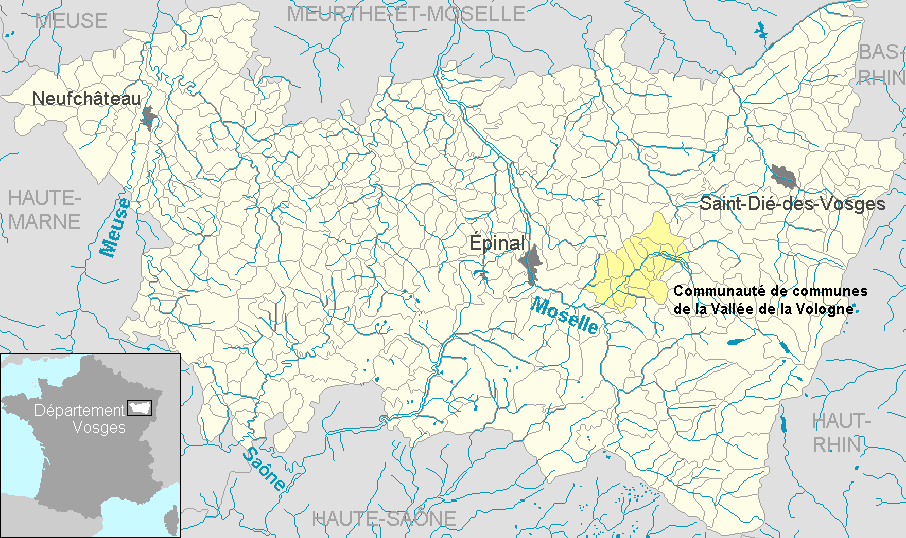
Lage des Kommunalverbandes Vallée de la Vologne im Département Vosges

Die Communauté de communes de la Vallée de la Vologne war ein kommunaler Zusammenschluss (Communauté de communes) von 18 Gemeinden im Département Vosges in Lothringen.
Der Kommunalverband hatte 10.838 Einwohner (2006) auf 110,63 km², was einer Bevölkerungsdichte von 98 Einwohnern/km² entsprach.
Sitz des Verbandes war die Kleinstadt Bruyères. Alle Mitgliedsgemeinden lagen mit Ausnahme von Charmois-devant-Bruyères am Mittel- und Unterlauf der Vologne, einem Mosel-Zufluss in den Vogesen oder an einem der Nebenflüsse der Vologne.
Der Kommunalverband wurde am 30. Dezember 2002 gegründet, um die materiellen Ressourcen der Gemeinden zu bündeln und die wirtschaftliche Entwicklung zu koordinieren.
Zum Aufgabengebiet des Kommunalverbandes zählen die Regionalplanung sowie die gemeindeübergreifende Wirtschafts- und Tourismusentwicklung. Die Communauté de communes de la Vallée de la Vologne hat sich darüber hinaus zum Ziel gesetzt, auf den Gebieten Kultur und Kommunikation sowie Wohnqualität eng zusammenzuarbeiten.
Am 1. Januar 2014 fusionierte der Gemeindeverband mit den Verbänden L’Arentèle-Durbion-Padozel und Canton de Brouvelieures zum neuen Gemeindeverband Bruyères-Vallons des Vosges.

## Mitgliedsgemeinden
| - Beauménil - Bruyères - Champ-le-Duc - Charmois-devant-Bruyères - Cheniménil - Deycimont | - Docelles - Faucompierre - Fays - Fiménil - La Neuveville-devant-Lépanges - Laval-sur-Vologne | - Laveline-devant-Bruyères - Laveline-du-Houx - Lépanges-sur-Vologne - Le Roulier - Prey - Xamontarupt |